# Планета Земля III
«Планета Земля III» (англ. Planet Earth III) — документальный сериал 2023 года производства Би-би-си, сиквел сериалов «Планета Земля» 2006 года и «Планета Земля II» 2016 года. Сериал озвучен Дэвидом Аттенборо. Премьера состоялась в Великобритании 22 октября 2023 года, финальный эпизод вышел 10 декабря 2023 года.

## Эпизоды
Документальный сериал состоит из восьми эпизодов.
| № | Название                                | Дата премьеры   |
| - | --------------------------------------- | --------------- |
| 1 | «Побережья» «Coasts»                    | 22 октября 2023 |
| 2 | «Океан» «Ocean»                         | 29 октября 2023 |
| 3 | «Пустыни и луга» «Deserts & Grasslands» | 5 ноября 2023   |
| 4 | «Пресная вода» «Freshwater»             | 12 ноября 2023  |
| 5 | «Леса» «Forests»                        | 19 ноября 2023  |
| 6 | «Экстремальные места» «Extremes»        | 26 ноября 2023  |
| 7 | «Человек» «Human»                       | 3 декабря 2023  |
| 8 | «Герои» «Heroes»                        | 10 декабря 2023 |